# Marit Bouwmeester
Marit Bouwmeester (Wartena, 16 juni 1988) is een Nederlands zeilster in de Laser radiaal-klasse. Ze nam vier maal deel aan de Olympische Spelen (2012, 2016, 2021 en 2024). Ze won achtereenvolgens een zilveren medaille (2012) en een gouden medaille (2016), en bij de Olympische Spelen van 2021 in Tokyo behaalde ze een bronzen medaille. In 2024 behaalde ze goud bij de spelen van Parijs. Ze is daarmee de meest succesvolle Olympische zeilster ooit.
Toen Marit Bouwmeester 6 jaar was is zij begonnen met zeilen. Op haar dertiende belandde ze in de kernploeg, een trainingsgroep voor de beste zeilers van Nederland. Sindsdien is ze naar de top van het wedstrijdzeilen geklommen.
In haar klasse is Bouwmeester op dit moment een van de succesvolste zeilsters, met een wereldtitel in 2011, 2014 en 2020. Eerder won ze een zilveren WK-medaille in 2010. Ze was enige tijd aanvoerder van de ISAF-ranking, een positie die later werd overgenomen door de Belgische zeilster Evi Van Acker. Bouwmeester vertegenwoordigde Nederland op de Olympische Spelen van 2012 in Londen, waar ze een zilveren plak behaalde achter de Chinese Xu Lijia. In 2014 ontving Marit Bouwmeester de Sportpenning van de gemeente Leeuwarden.
Bouwmeester is lid van zeilclub KWV Frisia en woont in Wartena. Voor haar zeilprestaties ontving ze in 2010, 2011, 2016 en in 2024 de Conny van Rietschoten Trofee, de grootste zeilprijs van Nederland.
Tijdens de huldiging op 24 augustus 2016 is zij koninklijk onderscheiden voor haar prestatie door koning Willem Alexander. Ze is benoemd tot Ridder in de Orde van Oranje-Nassau. Naar aanleiding van haar olympische gouden medaille mocht ze voor de derde maal de Conny van Rietschoten Trofee in ontvangst nemen, ditmaal gedeeld met olympisch kampioen RS:X Dorian van Rijsselberghe. In 2017 en 2024 kreeg ze de ISAF World Sailor of the Year Award.
Bouwmeester nam een rustperiode na de Olympische Spelen van Parijs. Met hoogleraar sportpsychologie Nico van Yperen werkte ze aan een boek. In juni 2025 opende ze een zeilschool in het Haagse Laakkwartier.

## Resultaten

### LaserRadiaal / ILCA 6
| Jaar | OS | WK     | EK     |
| ---- | -- | ------ | ------ |
| 2024 | ↑  | 11e    | -      |
| 2023 |    | 4e     | Goud   |
| 2022 |    | 9e     | Brons  |
| 2021 | ↑  | -      | -      |
| 2020 |    | Goud   | Goud   |
| 2019 |    | Zilver | Zilver |
| 2018 |    | ↑      | Goud   |
| 2017 |    | Goud   | Goud   |
| 2016 | ↑  | 4e     | Goud   |
| 2015 |    | Zilver | -      |
| 2014 |    | ↑      | 5e     |
| 2013 |    | 16e    | Zilver |
| 2012 | ↑  | 5e     | -      |
| 2011 |    | ↑      | -      |
| 2010 |    | Zilver | -      |
| 2009 |    | 4e     | 6e     |
| 2008 | -  | 16e    | -      |
| 2007 |    | 26e    | 16e    |
| 2006 |    | 44e    | -      |

2008: Anna Tunnicliffe ·
2012: Xu Lijia ·
2016: Marit Bouwmeester ·
2020: Anne-Marie Rindom ·
2024: Marit Bouwmeester